# Guettarda laevis
Guettarda laevis är en måreväxtart som beskrevs av Ignatz Urban. Guettarda laevis ingår i släktet Guettarda och familjen måreväxter.
Artens utbredningsområde är Puerto Rico. Inga underarter finns listade i Catalogue of Life.